# TBS 목요일 밤 8시 드라마
TBS 목요일 밤 8시 드라마(일본어: TBS木曜8時枠の連続ドラマ)는 TBS 텔레비전 계열에서 매주 목요일의 드라마이다.

## 작품 소개
- 《7명 형사》
- 《방금 11인》
- 《청춘의 조건》
- 《파파 장수주세요!》
- 《배짱 엄마》
- 《하트 폿포 신부씨》
- 《어떻게 든 해야지》
- 《감사합니다》
- 《노려봐》
- 《손가락 걸고 약속》
- 《처음 뵙겠습니다》
- 《내일이 보좌있다》
- 《정말》
- 《오늘 만큼은》
- 《가족(일본어판)》
- 《길》
- 《사랑》
- 《마음》
- 《만남》
- 《귀여운 자매》
- 《안녕 24시간》
- 《아 이혼》
- 《만남 해후》
- 《인간이 좋아 드라마 시리즈》
- 《가슴 소란 피기 딸기들》
- 《격애·3월까지 ...》
- 《청춘 도둑 · 토오루와 유키코》
- 《비트 다케시의 학문의 권유》
- 《우리들의 올레!》